# Riverton (New Jersey)
Pour les articles homonymes, voir Riverton.
Riverton est un borough situé dans le comté de Burlington, dans l’État du New Jersey, aux États-Unis.